# 家得宝
家得寶（英語：The Home Depot；：HD）是美國一家家庭裝飾品與建材的零售商，總部設於喬治亞州亚特兰大都会区維寧斯。家得寶僱用超過355,000名員工，經營2,164家大型五金商場，分店遍及美國（包括50個州份、哥倫比亞特區、波多黎各、處女群島和關島）、加拿大（10個省份）、墨西哥及中國。
2006年，家得寶的銷售額達908億美元。儘管錄得10%的收入增長，家得寶在2007年《財富》雜誌財富500大企業名錄中下跌了三位（第17位），2005年與2006年的排名分別是第13位和第14位。

## 歷史
1978年，伯尼·馬庫斯（Bernie Marcus）和阿瑟·布蘭克（Arthur Blank）被Handy Dan公司解僱，其後兩人於美國喬治亞州亞特蘭大創立家得寶。家得寶發展得很快，1996年前已獲得超過10億美元的全年銷售額。1997年，家得寶將業務拓展至智利與阿根廷，並在這些國家的景氣時期取得前所未見的成功。但是，由於受到傳統上奉行社會主義經濟（不同於墨西哥的高度資本主義導向經濟）的國家的工會影響，家得寶希望將相關業務撤離，避免與當地政府發生利益衝突。至今，家得寶仍然活躍於南美洲，而2006年在中國開設的12家新分店更成為家得寶的新焦點，因為中國的業務帶來更理想的业绩。 2000年，馬庫斯和伯朗克相繼退休，羅伯特·納德利（Robert Nardelli）被委任為新主席、董事長兼行政總裁。納德利其後於2007年1月由弗蘭克·布萊克（Frank Blake）接任。

## 現況
家得寶董事局的現任成員包括布倫尼曼（Greg Brenneman）、理察·布朗（Richard H. Brown）、求约翰·克伦德宁（John Clendenin）、克劳迪奥·冈萨雷斯（Claudio González）、米利奇·哈特（Milledge Hart）、Bonnie Hill、Laban Jackson、Lawrence R. Johnston、肯·蘭格恩（Ken Langone）及湯姆·里奇（Tom Ridge）。
2007年1月2日，家得寶與羅伯特·納德利達成協議，維德利終告卸下為期六年的行政總裁一職。但是，由於他五年來以高壓手段管理公司，而其薪酬福利（撇除高級職員優先認股權津貼）又處於12,370萬美元的極高水平，加上，家得寶的股票比競爭對手Lowe's表現不濟，他的離任可謂與外界的控訴不無關係。另外，他的2.1億美元離職金亦被批評為黃金降落傘，因為他在家得寶股價下滑時賣出股份。
納德利的繼任者是弗蘭克·布萊克，他曾經擔任家得寶的董事局副主席兼執行副總裁。一眾股東消除了對納德利離任的疑慮，但轉向質疑弗蘭克·布萊克能否勝任新任行政總裁一職，把龐大的零售業務妥善地管理。

## 經營方式

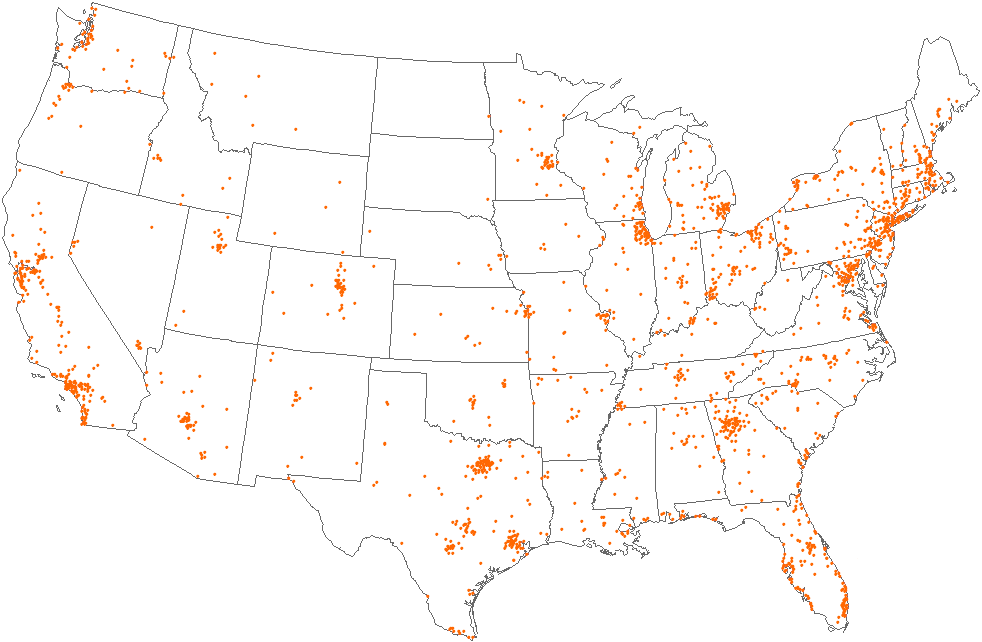
家得寶在美國本土48州的分店分佈

家得寶旗下的分店佔地廣闊，平均有105,000平方呎（9,755平方米），這種大型零售店的設計可確保庫存充足。

### 廣告與標語
家得寶以淺橙色（PMS 165，CMYK 60M100Y）作為公司顏色，並用於招牌、裝備和員工服裝。自2003年起，家得寶以「你做得到，我們幫得到」（You can do it. We can help）為廣告標語。在過去25年，家得寶曾先後採用「家得寶，低價只是開始」（The Home Depot, Low prices are just the beginning，1990年代初期）、「在家得宝，感觉就像在家里一样」（When you're at the Home Depot, You'll feel right at home，1990年代後期），以及「家得寶：改善家居的首選！」（The Home Depot: First In Home Improvement!，1999年-2003年）招徠顧客。

### 品牌
家得寶擁有數個獨家品牌，包括Hampton Bay（照明、吊扇與露台家具）、Pegasus（廚具與浴具）、Glacier Bay（水龍頭與浴缸）、Husky（工具）、Vigoro（肥料）、Ryobi（電動工具）、Millstead、Mill's Pride、Workforce、Thomasville cabinetry、Behr（油漆）及
Ralph Lauren油漆。
家得寶亦擁有連鎖高端家庭裝飾及用具商店EXPO Design Center。2006年，家得寶收購了Hughes Supply，並將其同化為HD Supply的服務承包商。2005年9月，在高端線上照明商店Paces Trading Company推出不久，家得寶主管部門隨即開設另一家高端線上家具商店10 Crescent Lane。2006年中旬，家得寶收購Home Decorators Collection，並將其納入主管部門，成為附加品牌。

### 加油中心
自2006年起，家得寶開始在一些分店的停车场開設加油中心，其设施包括加油站、便利店和洗车场。截至2012年仅开设6家，之后再无拓展计划。2015年，全部6家加油中心被田纳西的Tri Star Energy收购，改名为T-Fuel。

## 國際業務

### 加拿大
家得寶加拿大是家得寶的加拿大分公司，也是加拿大最重要的家庭裝飾品零售商之一。家得寶加拿大旗下約有150家分店，在當地僱用超過26,000名員工。家得寶加拿大透過電子工具，如線上與型錄銷售，在加拿大所有省份與努那福特地區、西北地區及育空地區設立分店。
家得寶加拿大是由Aikenhead Hardware併購組成。家得寶的管理層一直有志於壓倒其最大的競爭對手──Rona，該公司旗下的分店數目是家得寶的四倍有多。但是，Rona公司許多分店的面積是比家得寶的小得多，況且，以大型商場以言，家得寶是有過之而無不及的。同時，家得寶亦面對來自Lowe's的競爭，該公司於2007年把業務遷進加拿大市場；Lowe公司的首批加拿大商店將會設於安大略省。

### 墨西哥
2001年，家得寶進軍墨西哥，至今已成為墨西哥最大的零售商之一，旗下營運超過50家分店，僱用超過6,600員工。邊境城鎮的家得寶吸引不少美國顾客，他們在蒂华纳、墨西卡利、华雷斯城、新拉雷多和马塔莫罗斯等地用美元購買類似的家庭裝飾品。2006年，家得寶展開新計劃，讓墨西哥員工以墨西哥國民和拉丁美洲人的「客工」身分，到美國的家得寶方便、合法地工作。

### 中國
2006年12月，家得寶宣佈併購中國家居建材超市家世界，藉以短時間內進軍中國市場。目前十家分店設於北京、天津、西安和鄭州四個城市。
2012年9月14日，家得宝宣布关闭在中的所有门店，全线退出中国市场。其原因在於對中國DIY文化的誤判，儘管有同樣販售組裝產品的生產商，如IKEA等很常見，但是若組裝時間長或過於複雜不易，與美國人又買工具組裝相反，中國人偏好取得已經完成的產品，顧客會希望直接由專人推薦傢俱安裝，但組裝好的美式家具又較大而不適合公寓和搬運等不受青睞，因而家得宝在中國市場的總銷量很差，此失誤造成公司損失1.6億美元。
2013年重新以漆料專賣店方式回歸，目前已經拓展了6家專賣店。

### 其他
家得寶沒明確表示欲進軍其他國家，但有傳聞指公司未來會把業務拓展至歐洲（如英國）和東亞（如日本）。家得寶像其他大型零售公司（40年來，沃爾瑪是零售業的先驅者）一樣，貫徹強硬的無工會政策。然而，在一些州份或國家，家得寶對工會表示一定的尊重。1997-2002年，家得寶在南美洲擁有九家分店，但由於地區經濟衰退、左翼政府干預和工會影響，在2003年前已停止擴張業務。

## 主要贊助

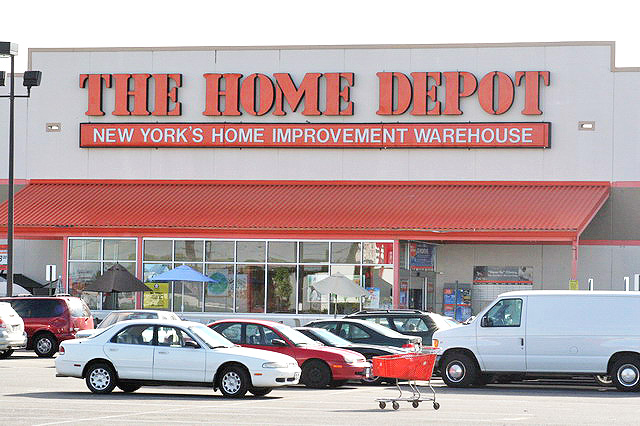
美國紐約家得寶的舊店面設計

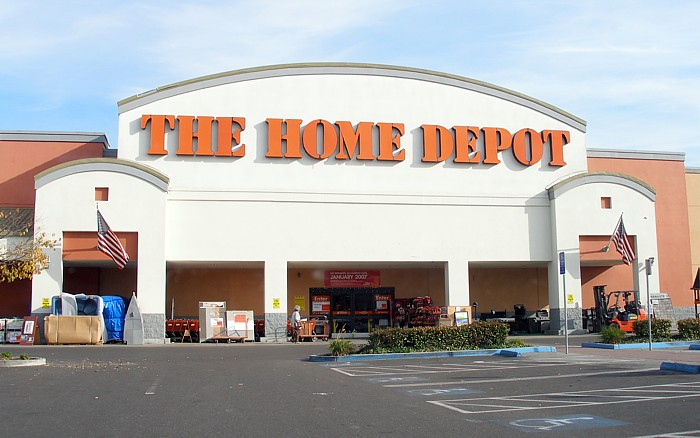
家得寶的新店面設計

自1991年起，家得寶擔任體育運動的大贊助商，為美國與加拿大兩國的奧運隊伍提供贊助，並且開辦計劃，協助運動員適應各項訓練與比賽。儘管家得寶仍然支援加拿大奧運選手，但是該公司對加拿大奧運隊的贊助已經在2005年終止。
2002年2月，身為家得寶創辦人之一的阿瑟·布蘭克購得美國的亞特蘭大獵鷹球隊的經銷權。家得寶也是2002年、2005年兩屆美國全國賽車聯合會（National Association for Stock Car Auto Racing，NASCAR）冠軍──Joe Gibbs Racing車隊的主要贊助商。賽車手托尼·斯圖沃特（Tony Stewart）駕駛名為「家得寶」的20號雪佛蘭。
家得寶於2013年前是加利福尼亞州卡森市的尊嚴健康體育場的冠名贊助商。該體育場是美國職業足球大聯盟的洛杉磯銀河和美國芝華士、美國職業袋棍球大聯盟的洛杉磯激流隊，以及許多重要體育盛事的所在地。
2007年1月，家得寶成為美國的官方家庭裝飾品贊助商。
值得一提的是，家得宝寶除了赞助一系列体育赛事，还为社区家庭给予回报。他们每月的第一个周末，在全美几千家店面为社区孩子提供小木工作坊活动(build and grow workshop)。至今已经坚持了二十年 （页面存档备份，存于）

## 外部連結
- Home Depot, Inc. (Corporate website)* Home Depot USA (English website)（页面存档备份，存于）
- How I Built This Podcast - Live Episode! The Home Depot: Arthur Blank（页面存档备份，存于） - Audio interview with co-founder